# Finanssektorens Arbejdsgiverforening
Finanssektorens Arbejdsgiverforening, forkortet FA, er en medlemsstyret arbejdsgiverorganisation for virksomheder i den danske finanssektor. FA er også en af hovedorganisationerne på det danske arbejdsmarked. FA’s medlemsvirksomheder tæller både pengeinstitutter, forsikringsselskaber, pensionsselskaber, realkreditinstitutter og it-finansvirksomheder. FA er både arbejdsgiverforening og hovedorganisation. FA varetager overenskomstforhandlingerne med arbejdstagerorganisationerne på det finansielle område og er med til at sætte og påvirke den politiske dagsorden på det arbejdsmarkedspolitiske og det uddannelsespolitiske område. FA deltager også i eksempelvis trepartsforhandlinger og har sæde i blandt andet Arbejdsmiljøklagenævnet. Endelig er FA sine medlemsvirksomheders foretrukne rådgiver og sparringspartner i ansættelsesretslige spørgsmål.

## Historie
FA blev stiftet 2. november 1989, da de tre daværende arbejdsgiverforeninger på det finansielle arbejdsmarked fusionerede. Målet var at skabe en stærkere og mere slagkraftig organisation, der kunne matche fagforbundene på finansielle arbejdsmarked. De tre organisationer, der fusionerede, var Danske Bankers Forhandlingsorganisation (DBF), Sparekassernes Forhandlingsorganisation (SFO) og Forsikringsselskabernes Forhandlingsorganisation (FFO).

## FA's formænd
FA har gennem årene haft disse formænd:
- Henrik Thufason, Den Danske Bank, 1989-1990
- Gert Kristensen (fungerende formand), Bikuben, maj-juni 1990
- Søren Møller Nielsen, Danske Bank, 1990-1992
- Preben Kendal, Unibank, 1992-1995
- Søren Møller Nielsen, Danske Bank, 1995-2001
- Jørn Kristian Jensen, Nordea, 2001-2005
- Jørgen Klejnstrup, Danske Bank, 2005-2006
- Lars Stensgaard Mørch, Danske Bank, 2006-2009
- Anders Jensen, Nordea, 2009-2012
- Helle Havgaard, Danske Bank, 2012-2014
- Torben Laustsen, Nordea, 2014-2017
- Henriette Fenger Ellekrog, Danske Bank, 2017-2019
- Jesper Nielsen, Danske Bank, 2019-2019[5]-
- Mads Skovlund Pedersen, Nordea, 2019-2022
- Karsten Breum, Danske Bank, 2022-[6]